# Augustin-Magloire Blanchet
Augustin Magloire Alexandre Blanchet (Saint-Pierre-de-la-Rivière-du-Sud, 22 agosto 1797 – Vancouver, 25 febbraio 1887) è stato un missionario e vescovo cattolico canadese.

## Biografia
Augustin-Magloire Blanchet, fratello minore di François-Norbert, nacque il 22 agosto 1797 a Saint-Pierre-de-la-Rivière-du-Sud (Montmagny) nel Québec.

## Genealogia episcopale
La genealogia episcopale è:
- Cardinale Guillaume d'Estouteville, O.S.B.Clun.
- Papa Sisto IV
- Papa Giulio II
- Cardinale Raffaele Sansone Riario
- Papa Leone X
- Papa Paolo III
- Cardinale Francesco Pisani
- Cardinale Alfonso Gesualdo di Conza
- Papa Clemente VIII
- Cardinale Pietro Aldobrandini
- Cardinale Laudivio Zacchia
- Cardinale Antonio Barberini, O.F.M.Cap.
- Cardinale Nicolò Guidi di Bagno
- Arcivescovo François de Harlay de Champvallon
- Cardinale Louis-Antoine de Noailles
- Vescovo Jean-François Salgues de Valderies de Lescure
- Arcivescovo Louis-Jacques Chapt de Rastignac
- Arcivescovo Christophe de Beaumont du Repaire
- Vescovo Charles-Gilbert de May de Termont
- Vescovo Jean-Olivier Briand
- Vescovo Jean-François Hubert
- Vescovo Pierre Denaut
- Arcivescovo Joseph-Octave Plessis
- Vescovo Jean-Jacques Lartigue, P.S.S.
- Arcivescovo Ignace Bourget
- Vescovo Augustin-Magloire Blanchet